# Вільям Геберден молодший
Вільям Геберден молодший (англ. William Heberden the Younger, 23 березня 1767 — 19 лютого 1845) — британський лікар, син Вільяма Гебердена старшого.

## Біографія
Отримав освіту в Чартергаузській школі та коледжі Сент-Джона, Кембридж, в якому він був стипендіатом. Був гарним студентом і отримав багато заповітних студентських відзнак. Став магістром у 1792 році в Оксфорді, доктором медицини у 1795 році. Він одружився з Елізабет Кетрін Міллер у 1795 році. У них було щонайменше дев'ять дітей.
Пішов за батьком у медицину, ставши лікарем лікарні Сент-Джордж (1793—1803), особистим лікарем королеви Софії Шарлотти (1806) і короля Георга III (1809). Його було прийнято до членів Лондонського Королівського Товариства у 1791 році. А згодом був обраний цензором його. Виголосив Гарвейську лекцію 1809 року. Під час останньої хвороби Георга III він був одним із лікарів, які найчастіше відвідували короля, і сучасні дані свідчать, що він мав відносно велику практику. У 1812 році плани Гебердена молодшего були повністю змінені смертю дружини, яка залишила його вдівцем з дев'ятьма дітьми. Він від'їхав у Датчет і займався освітою своїх дітей, єдиною медичною практикою було відвідування короля у Віндзорі. У 1826 році він повернувся до Лондона, щоб контролювати навчання одного з своїх синів, який вступив студентом у лікарню Св. Джорджа. Смерть цього сина в 1829 році від розсіченої рани, іншого сина і дочки незабаром змусила його остаточно відмовитися від практики, і він присвятив решту життя вивченню богословських предметів, та став автором у цій царині.
Він не раз відмовлявся від пропозиції баронетства з пенсією. Помер у 1845 році, похований у сімейному склепі у Віндзорі.

## Творча діяльність
Його твори були чіткими, точними та описовими, один з найвідоміших містив модель сучасної педіатрії. Його особистий інтерес до безперервної освіти спонукав його написати короткий діалог на цю тему, перекласти задля своїх дітей трактат Плутарха (з так званих «моральних трактатів») про «Братське кохання». Він також переклав Цицерона «Листи до Аттики». Він був автором напису на пам'ятнику Томасу Аддісону у Вестмінстерському абатстві, а його оповідання «Гарвея» — цікавий та елегантний зразок академічної латини. Його біблійні критичні роботи та переклади, як видається, складені здебільшого для використання його друзями. Йому приписують участь у «Коментарях» свого батька, хоча його імені там немає.

## Творчий доробок
- Observations on the Increase and Decrease of different Diseases and particularly of the Plague. 1801, 4to. 2.
- Morborum Puerilium Epitome. 1804, 8vo. English version of the same, 1807, 12mo.
- Oratio Harveiana 1809–10, 4to.
- On Education; a Dialogue after the manner of Cicero's Philosophical Disquisitions. 1818, 12mo.
- Letters of Cicero to Atticus. translated with notes, 1825, 8vo.
- Reflections upon the Gospel according to St. John. 1830, 12mo.
- A Literal Translation of the Apostolical Epistles and Revelation. with concurrent commentary, 1839, 8vo.
- In the ‘Medical Transactions of the College of Physicians, vol. iv. Of a Peculiar Affection of the Eyes (Nyctalopia); Observations on the Scurvy, &c. Vol. v. A Case of Water in the Head &c.
- In the ‘Philosophical Transactions, vol. lxxxvi. 1796, On the Influence of Cold upon the Health of the Inhabitants of London.